# بطولة تونس لكرة السلة للرجال 1989–90
بطولة تونس لكرة السلة للرجال 1989–90 هو الموسم رقم 35 من بطولة تونس لكرة السلة للرجال.

فاز بهذا الموسم النجم الأولمبي لحلق الوادي والكرم.

## روابط خارجية
- الموقع الرسمي للجامعة التونسية لكرة السلة.